# Poonsak Jakpa
Poonsak Jakpa (thailändisch พูลศักดิ์ จากผา, * 24. Juli 1996) ist ein thailändischer Fußballspieler.

## Karriere
Poonsak Jakpa stand bis 2019 beim Rangsit United FC unter Vertrag. Der Verein aus Pathum Thani spielte in der vierten thailändischen Liga, der Thai League 4. Hier trat er mit dem Klub in der Bangkok Metropolitan Region an. Die Saison 2020/21 spielte er beim Drittligisten Ubon Kruanapat FC. Mit dem Verein aus Ubon Ratchathani spielte er in der North/Eastern Region der dritten Liga. Zur Saison 2021/22 unterschrieb er in Ranong einen Vertrag beim Zweitligisten Ranong United FC. Sein Zweitligadebüt gab Poonsak Jakpa am 4. September 2021 (1. Spieltag) im Heimspiel gegen den Udon Thani FC. Hier stand er in der Startelf und spielte die kompletten 90 Minuten. In dem Spiel erzielte er in der 79. Minute sein erstes Zweitligator. Das Spiel endete 3:3. Für Ranong bestritt er 26 Ligaspiele. Nach der Saison wurde sein Vertrag nicht verlängert. Wo er von Juni 2022 bis Dezember 2022 unter Vertrag stand, ist unbekannt. Im Januar 2023 nahm ihn erneut Ranong United unter Vertrag. Als Tabellenvorletzter musste er mit dem Verein aus Ranong am Ende der Saison 2022/23 in die dritte Liga absteigen. Nach dem Abstieg und elf Zweitligaspielen wechselte er im Sommer 2023 zum Drittligaaufsteiger The Icon RSU FC. Mit dem Verein aus Pathum Thani spielte er 21-mal in der Bangkok Metropolitan Region der Liga. Am Ende der Saison 2023/24 musste er mit dem Klub aus der dritten Liga absteigen. Im Sommer 2024 wurde sein Vertrag nicht verlängert.